# Micoproteïna
La micoproteïna (del grec: myco, «fong») és un tipus de proteïna unicel·lular derivada de la fermentació del fong filamentós Fusarium venenatum. Aquest tipus de proteïnes que s'utilitzen com a font proteica pertanyen a un grup anomenat SCP, en anglès «Single Cell Protein». L'actual producció d'aquest tipus de proteïna té un gran interès social atès que és un possible substitut de les proteïnes animals, amb certs beneficis mediambientals i nutricionals.

## Història
Al final de la dècada del 1960 la companyia anglesa Rank Hovis McDougall investigant noves fonts de proteïnes alimentàries, va descobrir les micoproteïnes. Van observar que certes soques de Fusarium venenatum eren capaces de produir una proteïna d'alt contingut proteic i baix en greixos.
En la dècada del 1980 l'empresa britànica Marlow Foods va desenvolupar i comercialitzar la marca Quorn, que contenia micoproteïnes com a ingredients principal. D'aquesta manera Quorn es va convertir en una alternativa popular a la carn en molts menjars vegetarians i vegans.
En 1985 es va comercialitzar el primer producte de Quorn, una mena de pastís salat, a la cadena de supermercats Sainsbury's del regne unit. Cinc anys després, Quorn ja es trobava en altres cadenes de supermercats en forma de petites peces per cuinar diversos plats. Anys després de la comercialització de Quorn, en el 2002 va ser declarat com aliment segur per la FDA, en anglès Food and Drug Administration, dels Estats Units.
Amb el temps, els productes de micoproteïnes s'han diversificat i ara inclouen hamburgueses, nuggets, salsitxes i altres productes que imiten la textura i el sabor de la carn. Actualment Quorn es comercialitza a tot Europa, als Estats Units, en parts d'Àsia, Australia i Sud-àfrica.

## Característiques Nutricionals

### Valor nutricional
La micoproteïna es caracteritza per ser una font d’aliment baixa en greixos i en aportació energètica, però altament rica en fibra i proteïna d’alta qualitat, cosa que la converteix en una alternativa a la proteïna convencional molt saludable i útil per a aquelles dietes que busquen reduir al màxim el nivell de greixos mentre que mantenen una bona aportació proteica.

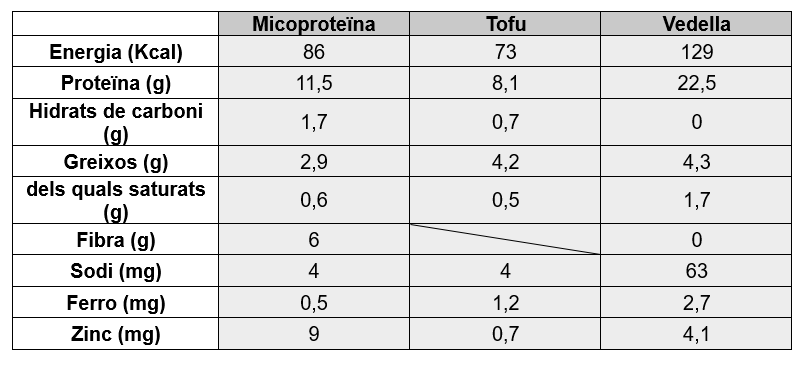
Taula amb informació nutricional per cada 100 grams de la micoproteïna, el tofu (exemple d'alternativa a la carn convencional) i carn magra de vedella (exemple de proteïna convencional).

Com podem veure a la taula de valors nutricionals, la micoproteïna és la única alternativa que aporta un contingut substancial de fibra. Tot i que la vedella segueix sent la millor opció a l’hora d’obtenir proteïna pura, la micoproteïna i el tofu ho compensen amb una aportació calòrica inferior i, en especial en el cas de la micoproteïna, una menor quantitat de greixos.

### Proteïna
Tot i que s’ha demostrat que el valor biològic (BV) de la proteïna present a la micoproteïna és elevat (similar al de la proteïna de la llet), aquest tipus de proteïna és pobre en metionina, un aminoàcid essencial que s’ha d’incorporar a través dels aliments. És per això que la majoria dels productes basats en aquest tipus de proteïna estan suplementats amb metionina, cosa que soluciona problemes associats amb la falta d’aquesta i, a més, augmenta la seva digestibilitat, fent així que la proteïna sigui més fàcilment assimilable pel cos.

## Beneficis en l'àmbit de la salut
Dintre dels beneficis d’aquest tipus de proteïna unicel·lular, trobem la seva capacitat com a agent reductor del nivell de colesterol al torrent sanguini, on diversos estudis han demostrat que afegir aquest aliment a la dieta de forma continuada pot arribar a reduir els nivells de colesterol total en sang fins a un 13%. Aquesta millora es creu que bé donada gràcies a l’alt contingut en fibra de la micoproteïna, que ajuda a reduir els nivells de colesterol en dificultar la seva absorció durant la digestió.
Una altra característica rellevant de la micoproteïna que s’ha demostrat a diversos estudis és la seva capacitat com a eina per lluitar contra el sobrepès i l’obesitat, problema cada cop més freqüent a la societat actual. Això és gràcies al fet que la micoproteïna produeix nivells de sacietat molt elevats, cosa que combinada amb la seva baixa aportació energètica, ens dona un aliment perfecte per a controlar la ingesta calòrica sense haver de passar gana.
Altres beneficis que pot aportar la ingesta regular de micoproteïna és l'augment en la producció de múscul esquelètic gràcies al seu elevat contingut proteic format per un percentatge elevat de la majoria d'aminoàcids essencials. Aquest punt és especialment important per a la gent gran, ja que diversos estudis han demostrat que aquest col·lectiu és cada cop més propens a presentar sarcopènia, una malaltia que afecta principalment al múscul esquelètic. Això és degut al fet que, a mesura que el cos envelleix, el metabolisme de les proteïnes musculars disminueix i, per tant, es necessita una aportació proteica diària superior per a poder mantenir un nivell de múscul esquelètic adequat. En aquests casos, la micoproteïna podria actuar com a una alternativa eficient per a poder incrementar l'aportació de proteïna sense haver d'augmentar el consum de carn, ja que això podria comportar altres tipus de problemes per a la salut.

## Producció

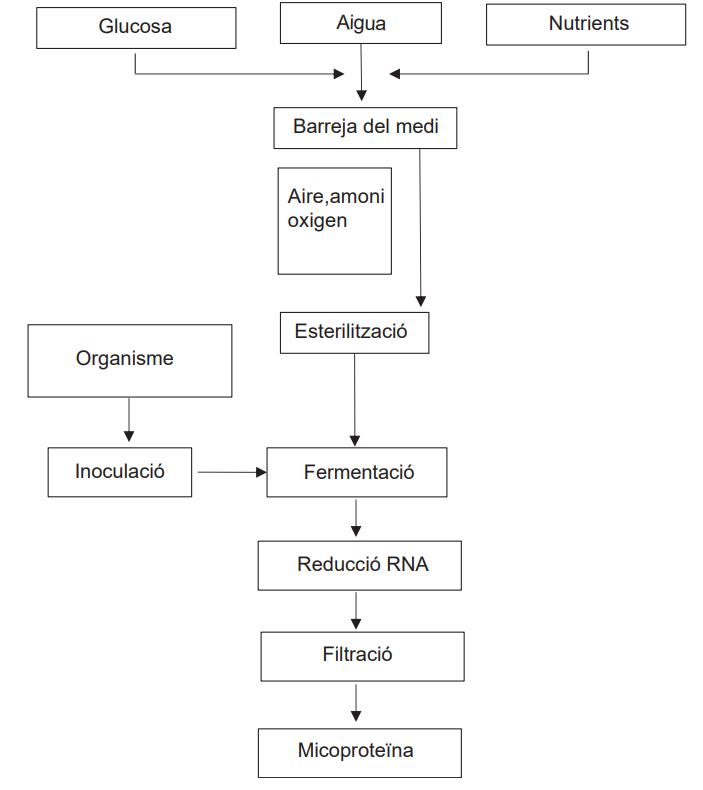
Esquema de com es produeix la micoproteïna.

La micoproteïna és un aliment proteic obtingut a partir de la biomassa de fongs filamentosos. La seva producció normalment es realitza verticalment en fermentadors de tipus airlift d'uns 40 metres d'alçada.
En el fermentador es fa créixer el fong utilitzat en un medi definit utilitzant carbohidrats com la glucosa, aigua i nutrients com l'amoni, potassi, magnesi i fosfat. Un cop esterilitzat, i amb les condicions de creixement òptimes de cultiu de 28-30 °C a pH 6,0 l'organisme comença a créixer. A continuació es realitza la fermentació.
Després que el fong hagi crescut, es realitza un xoc tèrmic per reduir el contingut d'RNA del miceli del fong en l'àmbits acceptables. És a dir, s'eleva la temperatura del cultiu de biomassa ràpidament (uns 10 segons) fins que arribi a una temperatura de 64 °C. durant 20-30 minuts.
Després de completar l'etapa de disminució d'RNA, es procedeix a recollir la biomassa cel·lular mitjançant un procés de filtració al buit. A continuació, s'incorporen colorants, potenciadors de sabor i clara d'ou com a proteïna que uneix filaments de micoproteïnes. Per acabar d'estabilitzar la micoproteïna es duu a terme un procediment d'escalfament seguit d'una reducció de la seva mida i congelació pel seu emmagatzematge.

## Aspectes regulatoris
Els aspectes regulatoris de la micoproteïna estan subjectes a les normatives alimentàries i de seguretat de cada país o regió. La regulació d'aliments, incloent-hi aquells que contenen micoproteïna, generalment involucra aspectes com ara la seguretat alimentària, l'etiqueta nutricional, l'aprovació d'ingredients i la producció.
Exemples de com són els aspectes regulatoris en diferents regions :
A la Xina i Singapur les micoproteïnes es van anomenar com un nou tipus d'aliment, per la qual cosa es van haver d'avaluar per garantir la seva seguretat abans de la seva comercialització. En aquests territoris es va aprovar com un nou aliment i es va produir legalment l'any 1989.
Als Estats Units, ja a l'any 2001 la micoproteïna va obtenir la certificació GRAS.
A la UE i al Regne Unit, els aliments nous "són aquells que no tenen cap consum humà a gran escala a la UE abans de 1997". L'any 1983 l'Oficina Britànica d'Agricultura, Pesca i Alimentació va aprovar que la micoproteïna es feia a partir de F. vene-natumA3/5 es podia utilitzar com a ingredient alimentari per al processament d'aliments. Per aquest fet les micoproteïnes es tracten com un ingredient alimentari comú com a conseqüència de la seva trajectòria de consum en el temps.

## Beneficis en l'àmbit social
Actualment hi ha una gran demanda per la carn vermella i aquesta va en augment, la qual cosa provoca cada vegada més problemes en l'àmbit de societat i mediambientals com la desforestació massiva i les emissions de gas amb efecte d'hivernacle. La producció d'anàlegs de carn va en augment motivat per preocupacions en l'àmbit poblacional com la prevenció de malalties, el benestar dels animals o causes mediambientals.
Les micoproteïnes, anàlegs de la carn vermella, proporciona certes millores que fan que la seva demanda vagi en augment. Estudis mèdics asseguren que el consum d'aquesta font de biomassa fúngica d'alta qualitat i alta en proteïnes redueixen les probabilitats de patir malalties.
Els productes micoproteics com Quorn solen anar dirigits cap a un sector de la societat que segueixen dietes vegetarianes, veganes o un altre estil de vida que rebutgi la indústria càrnia convencional per motius de salut, de medi ambient o sostenibilitat i que estiguin disposats a pagar un preu superior per aquesta classe de productes. Els anàlegs o alternatives de la carn convencional han de tenir un sabor, una textura i una composició nutricional que se sembli i pugui substituir a la carn d'origen animal per poder arribar a tenir un cert èxit al mercat i incrementar l'acceptació dels consumidors. Pel fet que Quorn era el producte que mes complia amb aquests paràmetres es va situar per sobre de marques veganes com Tivell o Vivera.

## Riscos i preocupacions en l'àmbit sanitari
Actualment es considera que les micoproteïnes aporten molts beneficis poblacionals tant en l'àmbit nutritiu com mediambiental, però té uns certs riscos i perills que han passat, amb poca freqüència, des de la seva entrada al mercat i posterior consumició..
Segons un estudi científic relacionat amb la marca Quorn, la consumició d'aquest producte pot arribar a provocar problemes gastrointestinals greus i reaccions al·lèrgiques com l'anafilaxia i la urticària en certes persones amb predisposició.Hi va haver un estudi d'un cas d'un pacient que va patir una reacció d'hipersensibilitat de tipus immediata just després d'haver ingerit micoproteïnes de la marca Quorn. Això va ser causa de l'entrada d'al·lergògens per vies respiratòries, espores, i per ingesta oral procedent de la Fusarium venenatum van provocar una reacció al·lèrgia alimentària d'alta gravetat. Més específicament, va ser una proteïna ribosòmica de caràcter àcid anomenada 60S P2, provinent de la Fusarium venenatum.
A part de casos de pacients estudiats, se sap que n'hi ha algunes cepes de Fusarium venenatum que produeixen micotoxines com tricotercens, fumonisines i la zearalenona. Aquestes fusariotoxines, toxines que pertanyen al gènere Fusarium, provoquen diverses toxicitats en humans i altres espècies animals temps després d'haver consumit un gra contaminat: la proliferació d'immunoglobines i producció de citocines, alteració de diversos mecanismes de defensa intestinal i problemes relacionats amb l'epidermis com reaccions al·lèrgiques.
Però com a tot producte, la indústria alimentària busca garantir la màxima seguretat possible en els seus productes i es fan seleccions de cepes que no produeixin micotoxines en unes condicions determinades, com la cepa A3/5, i proves per la detecció i coneixement de reaccions al·lèrgiques provocades per Fusarium venenatum.